# Sleziník zelený
Sleziník zelený (Asplenium viride) je kapradina z čeledi sleziníkovité, rozšířená je od nížin až po horská pásma.

## Popis
Sleziník zelený je vytrvalá, malá kapradina, jejíž oddenek je tlustý a vyrůstá z něj růžice listů. Listy dosahují velikosti 30 cm. Řapíky jsou měkké a sytě zelené, pouze ve spodní části jsou hnědé. Na vrchní straně jsou řapíky rýhované. Listy má jednoduše zpeřené, elipsovitě okrouhlé, na spodu klínovitě zúžené a na přední straně vroubkované. Lístky neopadávají, pouze usychají spolu s řapíkem. Sporangia jsou umístěna v podélných čárkovitých kupkách v blízkosti středního nervu. Čárkové kupky jsou z boku překryty plochýmí ostěrami. Čárkové kupky najdeme na jednom lístku 2–3. Výtrusy dozrávají na podzim.
Sleziník zelený, podobně jako i jiné skalní druhy kapradin, je průkopníkem další vegetace. Zachytává částečky půdy a tím umožňuje klíčení náročnějším rostlinám.

## Rozšíření
Sleziník zelený se vyskytuje v Evropě, kde je rozšířen až na Island. Dále se objevuje v severní Americe, Asii a v severní Africe především v pohoří Atlas. V České republice je rozšířen vzácně.

## Biotop
Sleziník zelený roste převážně na stinných, vlhkých, vápencových skalách a starých vápnitých omítkách.